# Lee Ufan

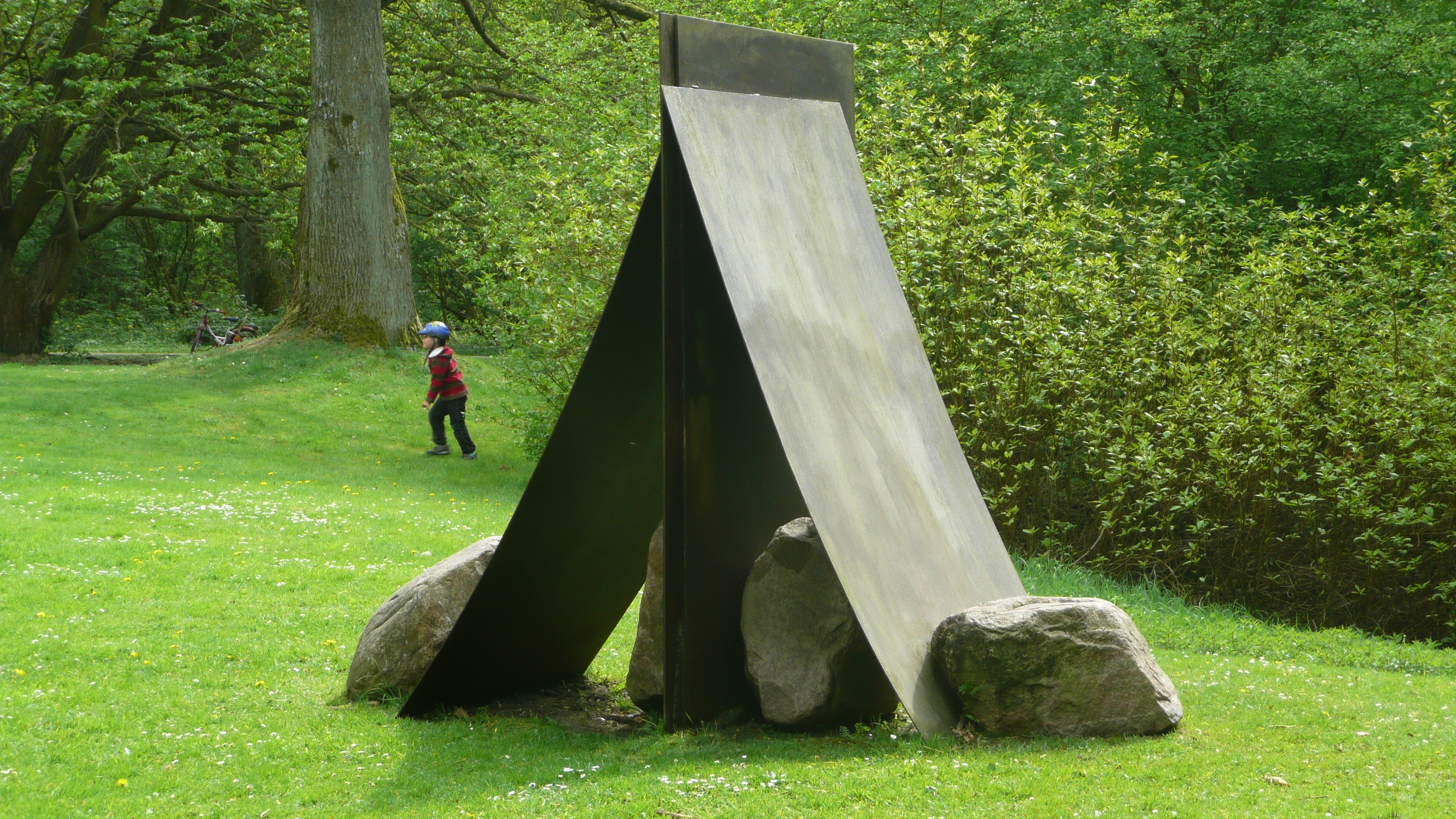
Lee Ufan Relatum with four stones and four irons 1978

Lee Ufan (* 24. Juni 1936 in Haman-gun, Keishō-nandō, Provinz Chōsen, damaliges Japanisches Kaiserreich, heutiges Südkorea), auch Yi U-hwan, ist ein Maler und Bildhauer, der sich in seiner minimalistischen Kunst auf asiatische und auf europäische Wurzeln bezieht.

## Leben
Nach dem Beginn eines Kunststudiums an der Seoul National University ging Lee 1956 nach Japan an die Nihon-Universität, um ostasiatische und europäische Philosophie zu studieren. In den 1960er Jahren war er Schlüsselfigur der japanischen Künstlergruppe Mono-ha (jap. 物派, etwa „Gruppe der Dinge“). Er vertrat einen strikten Kurs der Entwestlichung und wandte sich in Theorie und Praxis gegen die westliche Moderne, die das Selbstverständnis Japans nach dem Zweiten Weltkrieg bestimmte.
Die Künstler der von anderen Mono-ha genannten Gruppe benutzten hauptsächlich vorgefundene, natürliche Materialien. Die Dinge sollten für sich selbst sprechen. Kunst wurde nicht primär als schöpferischer Akt gesehen, sondern als Neuanordnung von Vorgefundenem, das dadurch in Beziehung tritt mit dem umgebenden Raum.
Auf der 7. Pariser Biennale 1971 war Lee Ufan als Repräsentant Südkoreas erstmals in Europa vertreten. Er unternahm Reisen durch Europa. 1971 markiert für Lee das Ende der Mono-ha-Bewegung und bildet einen wesentlichen Schnittpunkt in seinem Werk.
Seit den 1970er-Jahren lebt Lee in Paris und Tokio. Im Jahr 1977 war er Teilnehmer der Documenta 6 in Kassel.
Von 1973 bis 1990 war Lee Professor an der Kunsthochschule Tama in Tokio.
1997 wurde Lee Gastprofessor an der École nationale supérieure des beaux-arts de Paris.
2010 wurde das „Lee-Ufan-Museum“ (jap. 李禹煥美術館, Ri Ukan bijutsukan) auf Naoshima, Japan eröffnet.
Mit Lee Ufan. Inhabiting time zeigt das Centre Pompidou Metz 2019 eine Retrospektive des Werks Lee Ufans über mehr als fünf Dekaden.

## Werk
Lee Ufans Werk gründet auf einer intensiven Auseinandersetzung mit ostasiatischer und europäischer Philosophie. In Lee Ufans Arbeiten begegnen Ansätze der US-amerikanischen Minimal Art und Land Art traditionellen asiatischen Raum- und Landschaftskonzepten. Seine Arbeit begleitet er kontinuierlich in theoretischen Erörterungen.

„Es geht ihm nicht darum, ein Kunstobjekt zu realisieren, sondern er nutzt die Kunst, um die umgebende Stille und Leere, ‚den großen schillernden Kosmos‘ sichtbar zu machen. ‚Schließlich möchte ich durch die Begrenzung des Ego auf ein Minimum den Bezug zur Welt auf ein Maximum steigern. Ich bin es, der die Korrespondenzen herbeiführt, aber dass einen aus dem Werk heraus ein Unendlichkeitsgefühl anweht, das beruht auf der Kraft des leer gebliebenen Raumes. Meine Werke, hoffe ich, erscheinen auch anderen als das, was sie für mich selbst sind, halbtransparente Dinge, die stets das Unbekannte in sich einschließen.‘“

### Wichtigste Werkserien
- Etwa 1970 Beginn der Werkserie Relatum, bis heute Titel aller seiner plastischen Werke.
- 1973 Beginn der Serie From Points und  From Lines
- 1986 Beginn der Serie From Winds
- 1987 Beginn der Serie With Winds
- 1991 Beginn der Serie Correspondance

### Werke im öffentlichen Raum
- Relatum with Four Stones and Four Irons (1978). Park von Haus Weitmar, Bochum[6]
- Relatum - Holzwege I (2000). Park von Haus Weitmar, Bochum[7]
- Relatum - Holzwege II (2000). Park von Haus Weitmar, Bochum[8]
- Lee Ufan. Inhabiting time (2019, Centre Pompidou Metz)[9]

## Auszeichnungen (Auswahl)
- 1990: Ordre des Arts et des Lettres (Ritter)[10]
- 2001: Ho-Am-Preis für Kunst
- 2007: Ehrenlegion (Ch. LH)[11]